# Henri Manguin

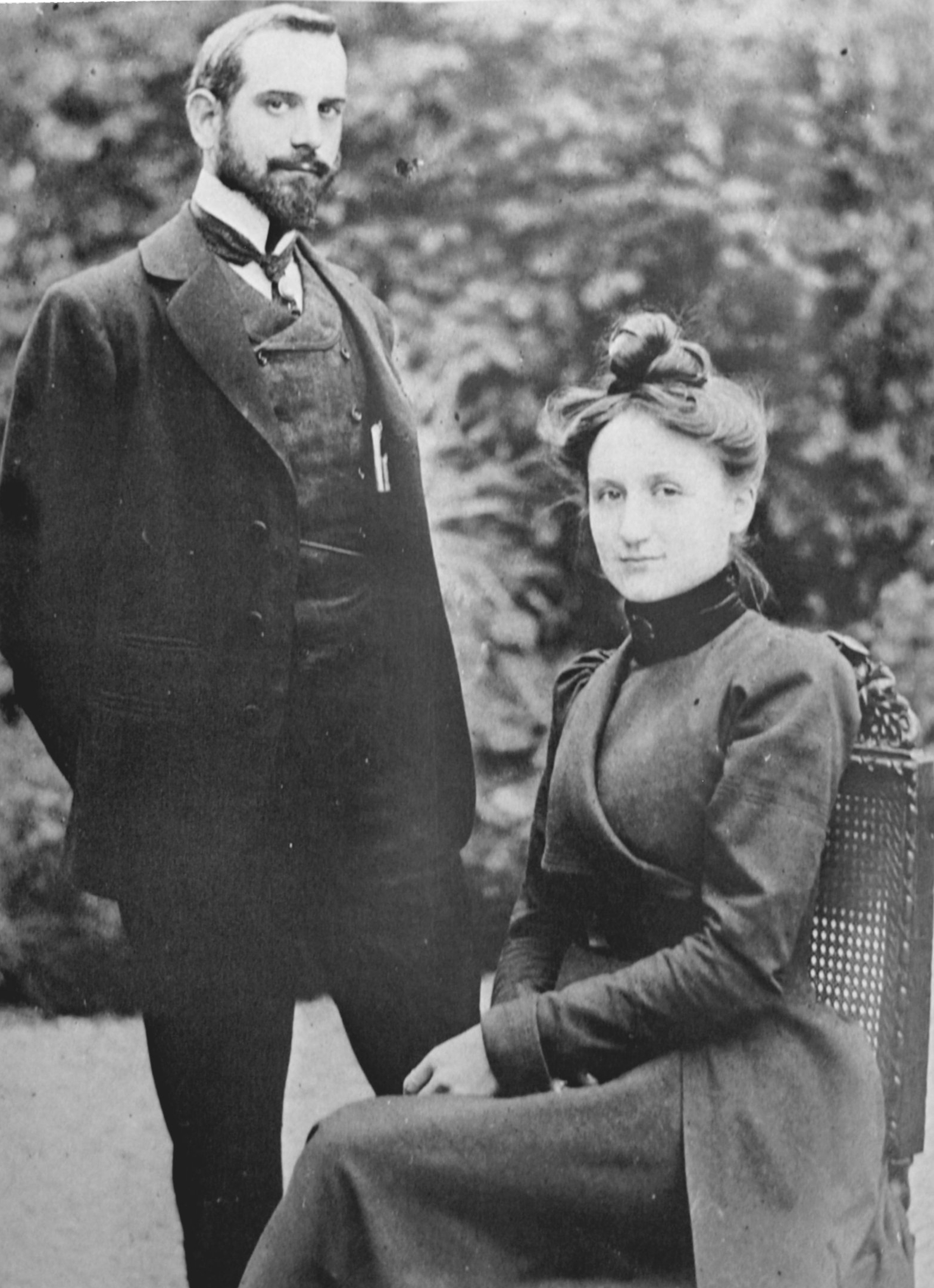
Henri y Jeanne Manguin hacia 1900

Henri Charles Manguin (París, 23 de marzo de 1874-1949) fue un pintor francés, relacionado con los fauvistas.
Manguin entró en la École des Beaux-Arts para estudiar con Gustave Moreau, como hicieron Matisse y Charles Camoin, y como ellos, Manguin hizo copias de arte renacentista en el Louvre. Su paleta impresionista es notoria en su uso de tonos pastel brillantes, que luego le acercarían a la estética fovista. Se casó en 1899 e hizo numerosos retratos de su esposa, Jeanne, y su familia. En 1902, Manguin celebró su primera exposición en el Salón de los Independientes y en el Salón de Otoño. Muchas de sus pinturas eran de paisajes mediterrános, considerados la cumbre de su carrera como artista fauve. Viajó con Albert Marquet a través del sur de Europa. En 1949, Manguin dejó París para establecerse en Saint-Tropez.

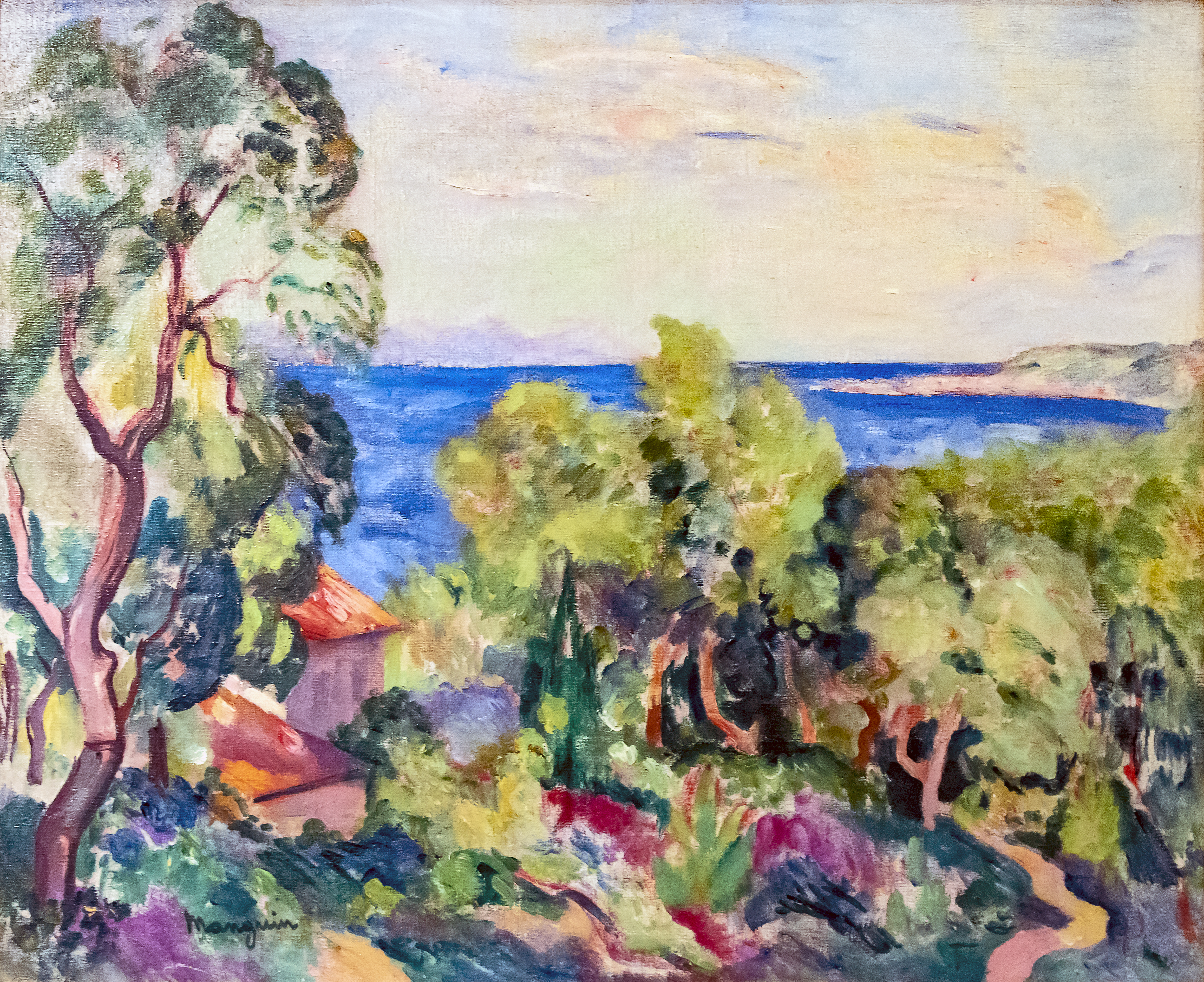
Le Golf Fondation Bemberg, Toulouse, France